# Bislett Games 2017
Bislett Games 2017 – mityng lekkoatletyczny, który odbył się 15 czerwca w Oslo. Zawody były piątą odsłoną prestiżowej Diamentowej Ligi w sezonie 2017.

## Wyniki

### Mężczyźni
| Konkurencja:               | 1. miejsce         | Rezultat    | 2. miejsce              | Rezultat  | 3. miejsce         | Rezultat   |
| Bieg na 100 m              | Andre De Grasse    | 10,01 SB    | Chijindu Ujah           | 10,02 =SB | Ben-Youssef Meïté  | 10,03 SB   |
| Bieg na 400 m              | Baboloki Thebe     | 44,95       | Matthew Hudson-Smith    | 45,16 SB  | Pavel Maslák       | 45,52      |
| Bieg na 1500 m             | Jake Wightman      | 3:34,17 PB  | Elijah Motonei Manangoi | 3:34,30   | Marcin Lewandowski | 3:34,60 PB |
| Bieg na 400 m przez płotki | Karsten Warholm    | 48,25 NR    | Yasmani Copello         | 48,44 SB  | Thomas Barr        | 48,95 SB   |
| Skok wzwyż                 | Mutazz Isa Barszim | 2,38 WL, MR | Bohdan Bondarenko       | 2,29 SB   | Derek Drouin       | 2,25       |
| Rzut dyskiem               | Daniel Ståhl       | 68,06       | Fedrick Dacres          | 67,10     | Philip Milanov     | 66,39 SB   |

### Kobiety
| Konkurencja:                  | 1. miejsce        | Rezultat | 2. miejsce         | Rezultat   | 3. miejsce               | Rezultat   |
| Bieg na 200 m                 | Dafne Schippers   | 22,31    | Murielle Ahouré    | 22,74 SB   | Simone Facey             | 22,77 SB   |
| Bieg na 800 m                 | Caster Semenya    | 1:57,59  | Francine Niyonsaba | 1:58,18 SB | Margaret Nyairera Wambui | 1:59,17    |
| Bieg na 100 m przez płotki    | Pamela Dutkiewicz | 12,73    | Kristi Castlin     | 12,75 SB   | Isabelle Pedersen        | 12,75 PB   |
| Bieg na 3000 m z przeszkodami | Norah Jeruto      | 9:17,27  | Sofia Assefa       | 9:17,34    | Fabienne Schlumpf        | 9:21,65 NR |
| Skok o tyczce                 | Yarisley Silva    | 4,81 SB  | Anżelika Sidorowa  | 4,75 SB    | Lisa Ryzih               | 4,65 =SB   |
| Skok w dal                    | Tianna Bartoletta | 6,79     | Darja Kliszyna     | 6,75 SB    | Claudia Rath             | 6,63       |
| Rzut dyskiem                  | Sandra Perković   | 66,79    | Yaime Pérez        | 66,24 SB   | Denia Caballero          | 63,29      |

## Rekordy
Podczas mityngu ustanowiono 4 rekordy krajowe w kategorii seniorów:
| Zawodnik            | Reprezentacja | Konkurencja                        | Rezultat |
| ------------------- | ------------- | ---------------------------------- | -------- |
| Karsten Warholm     | Norwegia      | bieg na 400 metrów przez płotki    | 48,25    |
| Aníta Hinriksdóttir | Islandia      | bieg na 800 metrów                 | 2:00,05  |
| Luiza Gega          | Albania       | bieg na 3000 metrów z przeszkodami | 9:26,05  |
| Fabienne Schlumpf   | Szwajcaria    | bieg na 3000 metrów z przeszkodami | 9:21,65  |